# Ramipryl
Ramipryl – organiczny związek chemiczny, lek z grupy inhibitorów konwertazy angiotensyny (ACE) stosowany głównie w terapii nadciśnienia tętniczego.

## Mechanizm działania
Jest prolekiem, w organizmie hydrolizuje z wytworzeniem ramiprylatu, który ma długi czas eliminacji, co pozwala na przyjmowanie ramprilu raz na dobę.

Ramiprylat

Ramipryl powoduje zahamowanie działania konwertazy angiotensyny i w efekcie zmniejszenie stężenia angiotensyny II oraz aldosteronu, kompensacyjnie zwiększa się stężenie angiotensyny I oraz reniny. Zostaje zahamowane wydzielanie aldosteronu, co powoduje zwiększenie stężenia jonów potasowych w osoczu. Końcowym efektem jest spadek ciśnienia tętniczego zarówno skurczowego, jak i rozkurczowego. Pojemność minutowa i częstość rytmu nie ulegają zmianie. 
Ramipryl charakteryzuje się stosunkowo dużym powinowactwem do tkankowego układu renina-angiotensyna-aldosteron.

## Farmakokinetyka
Po podaniu doustnym osiąga maksymalne stężenie w osoczu po 1 h. W 50-60% wchłania się z przewodu pokarmowego. Pokarm zwalnia tempo wchłaniania, ale nie powoduje zmniejszenia ilości wchłoniętego leku. W wątrobie jest metabolizowany do ramiprylatu, który jest 6-krotnie silniejszym inhibitorem ACE niż ramipryl. 
Maksymalne stężenie ramiprylatu w surowicy jest osiągane po ok. 2-3 h po doustnym podaniu leku. Z białkami osocza ramipryl wiąże się mniej więcej w 75%, ramiprylat w 56%. Dostępność biologiczna ramiprylu po podaniu doustnym wynosi 28%, zaś po dożylnym 100%. Stężenie w osoczu wzrasta wraz ze zwiększaniem dawki, ale nie wprost proporcjonalnie. Farmakokinetyka jest złożona i zmienia się w sposób trójfazowy. Faza pierwsza związana jest z obwodową dystrybucją leku, jego wiązaniem z białkami osocza i w tkankach, okres półtrwania tej fazy to 2-4 h. Po tym następuje dwufazowa eliminacja. Czas pierwszej fazy eliminacji wynosi 9-18 h. Druga faza jest wydłużona i trwa powyżej 50 h. Związane jest to prawdopodobnie z kinetyką kompleksu ramipryl-ACE. Około 60% leku wydalane jest w postaci metabolitów z moczem, około 40% z kałem. 
Ramipryl nie kumuluje się w organizmie. Nagłe odstawienie nie powoduje gwałtownego wzrostu ciśnienia. Wydalanie leku jest opóźnione u pacjentów z niewydolnością nerek. Metabolizm jest wydłużony u pacjentów z upośledzoną czynnością wątroby. 

## Wskazania
W Polsce lek jest zarejestrowany w terapii nadciśnienia tętniczego (w monoterapii lub w połączeniu z innymi lekami), niewydolności serca, ostrej fazy zawału mięśnia serca współistniejącej z niewydolnością serca, objawowej niecukrzycowej nefropatii.
Dodatkowym wskazaniem jest prewencja zgonu, zawału serca i udaru mózgu, konieczności rewaskularyzacji u osób po 55. roku życia ze współistniejącymi powikłaniami w postaci choroby niedokrwiennej serca (przebyty zawał serca, niestabilna dusznica bolesna, przebyte CABG lub PTCA), choroby naczyń obwodowych, udaru mózgu czy cukrzycy (ze współistniejącymi czynnikami ryzyka w postaci: nadciśnienia tętniczego, wysokiego poziomu cholesterolu całkowitego, niskiego poziomu HDL, palenia tytoniu, mikroalbuminurii – przynajmniej jeden z wymienionych czynników).

## Przeciwwskazania
Przeciwwskazania do stosowania leku to:
- Nadwrażliwość na substancję czynną lub inny inhibitor ACE.
- Obrzęk naczynioruchowy.
- Kardiomiopatia przerostowa.[2]
- Pierwotny hiperaldosteronizm[2].
- Pozaustrojowe procedury lecznicze prowadzące do kontaktu krwi z powierzchniami o ujemnym ładunku elektrycznym.
- Zwężenie tętnic nerkowych.
- Drugi i trzeci trymestr ciąży (kategoria C - I trymestr, kategoria D - II i III trymestr).
- Niedociśnienie i niestabilność hemodynamiczna.
- Jednoczesne stosowanie ramiprylu z produktami zawierającymi aliskiren jest przeciwwskazane u pacjentów z cukrzycą lub zaburzeniem czynności nerek.

## Dawkowanie
Dawka początkowa wynosi 1,25–2,5 mg/d. Dawka maksymalna – 10 mg/d. Tabletki są dostępne w dawkach: 1,25 mg; 2,5 mg; 5 mg; 10 mg.

## Preparaty
W Polsce ramipryl jest dostępny pod następującymi nazwami handlowymi: Apo-Rami (Apotex), Ampril (KRKA), Axtil (Adamed), Mitrip (Grupa Teva Polska), Piramil (Sandoz/Lek Polska), Polpril (Polpharma), Ramicor (Ranbaxy), Ramipril-ratiopharm (Ratiopharm), Ramistad (Stada), Ramve (Farma-Projekt),Tritace (Sanofi-Aventis), Vivace (Actavis Polska),Ramipril-Pfizer (Pfizer). W formie złożonej w połączeniu z hydrochlorotiazydem – Ramicor Comb.
Na świecie jest sprzedawany m.in. jako Altace czy Ramace.